# 安迪·安德鲁斯
安迪·安德鲁斯（英語：Andy Andrews，1959年1月1日—），生于北卡罗来纳州罗利，美国男子网球运动员。他曾在1982年澳大利亚网球公开赛搭档约翰·萨德里获得男子双打亚军。